# Sîtîsko, Baranivka
Sîtîsko (în ucraineană Ситисько) este un sat în comuna Berestivka din raionul Baranivka, regiunea Jîtomîr, Ucraina.

## Demografie
Componența lingvistică a localității Sîtîsko
     Ucraineană (100%)
Conform recensământului din 2001, toată populația localității Sîtîsko era vorbitoare de ucraineană (100%).